# 院助
院助（いんじょ、生年不詳 - 天仁元年12月12日（1109年1月14日））は、平安時代の仏師。七条大宮仏所と院派の祖。定朝の孫または孫弟子で覚助または長勢の実子とも弟子とも言われる。（当時仏師の地位は低く血縁の有無は判然としない。）

## 経歴
承暦元年（1077年）、白河天皇発願の法勝寺の造仏に参加し、薬師堂に大威徳明王の造立の功で兼慶と法橋位を賜る。長治2年（1105年）、円勢等と協力して堀河天皇の病気平癒を祈って諸仏を造立、尊勝寺で造仏の功により法眼位に昇進したという。